# Borago longifolia
Borago longifolia är en strävbladig växtart som beskrevs av Poiret. Borago longifolia ingår i släktet gurkörter, och familjen strävbladiga växter. Inga underarter finns listade i Catalogue of Life.